# Levomefolna kiselina
Levomefolinska kiselina (5-MTHF, l-metilfolat i 5-metiltetrahidrofolat) je prirodna, aktivna forma folne kiseline koja se koristi na ćelijskom nivou za reprodukciju DNK, cisteinski ciklis i regulaciju homocisteina, kao i niz drugih funkcija. Nemetilisana forma, folne kiseline (vitamina B9), je sintetički folat koji je prisutan u nutricionim suplementima. Sintetička folna kiselina se metaboliše u telu u levomefolinsku kiselinu. 
Ona se sintetiše u apsorptivnim ćelijama tankih creva iz poliglutaminisanog dijetarnog folata. Ona je metilisani derivat tetrahidrofolata. Levomefolinska kiselina se formira posredstvom metilentetrahidrofolatne reduktaze (MTHFR) iz 5,10-metilentetrahidrofolata i koristi se za reciklaciju homocisteina nazad u metionin pomoću 5-metiltetrahidrofolat-homocistein metiltransferaze (MTR), takođe poznate kao metionin sintaza (MS).
Levomefolinska kiselina je predložena kao mogući tretman za kardiovaskularne bolesti i uznapredovalih kancera dojki i kolorektalnih kancera.
Levomefolat kalcijum, kalcijumska so levomefolinske kiseline, je u prodaji pod imenima Metafolin i Deplin.

## Spoljašnje veze
- Brockton, N. T. (2006). „”. Cancer Causes & Control : CCC. 17 (8): 1005—1016. PMID 16933051. doi:10.1007/s10552-006-0051-5.
- Stahl, SM (2007). „Novel Therapeutics for Depression: L-methylfolate as a Trimonoamine Modulator and Antidepressant-Augmenting Agent”. CNS Spectrums. 12 (10): 739—744. PMID 17934378. doi:10.1017/s1092852900015418.

|  | Molimo Vas, obratite pažnju na važno upozorenje u vezi sa temama iz oblasti medicine (zdravlja). |